# مایکل کرون-دلی
مایکل کرون-دلی (دانمارکی: Michael Krohn-Dehli؛ زادهٔ ۶ ژوئن ۱۹۸۳) بازیکن فوتبال اهل دانمارک است.
وی برای تیم ملی فوتبال دانمارک ۵۷ بازی انجام داده و ۶ گل به ثمر رسانده‌است. پست تخصصی این بازیکن نیز، هافبک است.